# Ferdinando Scarfiotti
Ferdinando Scarfiotti (Marcas, 6 de março de 1941 — Los Angeles, 30 de abril de 1994) é um diretor de arte italiano. Venceu o Oscar de melhor direção de arte na edição de 1988 por The Last Emperor, ao lado de Bruno Cesari e Osvaldo Desideri.